# Асхабалиев, Раджаб Хабибулаевич
Раджаб Хабибулаевич Асхабалиев (азерб. Rəcəb Həbibullaeviç Əshəbəliyev; род. 10 октября 1973, Ириб, Чародинский район, Дагестанская АССР, РСФСР, СССР) — азербайджанский и российский борец вольного стиля, участник Олимпийских игр в Сиднее.

## Спортивная карьера
Родился в селении Ириб Чародинского района. По национальности — аварец. Он занял четвертое место в весовой категории до 130 кг на чемпионате мира по борьбе в 1999 года в Анкаре (Турция), и в итоге боролся за сборную Азербайджана на летних Олимпийских играх 2000 года в Сиднее. Всю свою спортивную карьеру Асхабалиев тренировался в составе спортивной команды Бакинского спортивного клуба «Нефтчи» под руководством своего давнего тренера Сагида Гаджиева.
Асхабалиев прошел отбор в азербайджанскую сборную по борьбе в супертяжелом весе среди мужчин (130 кг) на летних Олимпийских играх 2000 года в Сиднее, заняв четвертое место на чемпионат мира годом ранее, он получил лицензию для Азербайджана на Олимпиаду. В первом круге он победил украинского борца Мираба Валиева, во втором круге он проиграл американцу Керри Маккою. Финишировав вторым в предварительном пуле и девятым в общем зачете, результата Асхабалиева было недостаточно, чтобы выйти в четвертьфинал. После окончания спортивной карьеры работал президентом санного спорта Республики Дагестан.

## Спортивные результаты на международных соревнованиях
- Чемпионат мира по борьбе 1999  — 4;
- Олимпийские игры 2000 — 9